# Міс США 2004
Міс США 2004 — 53-й конкурс краси Міс США проводиться в Долбі, Голлівуд, штат Каліфорнія 12 березня 2004 року. Переможницею стала Шанді Фіннессі володарка титулу Міс штату Міссурі.

## Результати
| Фінальний результат | Учасниця |
| Міс США 2004        | - Міссурі - Шанді Фіннессі |
| 1-а Віце Міс        | - Південна Кароліна - Аманда Пеннекемп |
| 2-а Віце Міс        | - Північна Кароліна - Ешлі Пулео |
| 3-я Віце Міс        | - Оклахома - Ліндсей Хілл |
| 4-а Віце Міс        | - Теннессі - Стефані Кулберсон |
| Топ 10              | - Алабама - Тара Дарбі - Флорида - Крістен Берсет - Джорджія - Каролін Медлі - Айдахо - Кімберлі Вейбл - Орегон - Дженніфер Мерфі                  |
| Топ 15              | - Аризона - Даніелла Демскі - Нью-Гемпшир - Ванесса Біссанті - Нью-Мексико - Дженна Хардін - Техас - Стефані Гуерреро - Вашингтон - Тара МакКормік |

### Спеціальні нагороди
| Нагорода          | Учасниця                       |
| Miss Congeniality | - Арканзас - Дженніфер Шеррилл |
| Miss Photogenic   | - Вермонт - Мішель Фонгмі      |